# Ciśnienie tłoczne
Ciśnienie tłoczne – ciśnienie czynnika na wylocie z pompy, maszyny sprężającej lub silnika. Powstaje na skutek ruchu posuwistego tłoka w dół cylindra, co z kolei powoduje kompresję gazu lub cieczy roboczej. Zmniejszenie objętości komory powoduje wzrost ciśnienia. Ciśnienie tłoczne mierzymy, gdy komora ma najmniejszą objętość, tj. tłok jest najdalej wysunięty.